# Hesperoconopa dolichophallus
Hesperoconopa dolichophallus là một loài ruồi trong họ Limoniidae. Chúng phân bố ở miền Tân bắc.